# バーミンガム・ニューストリート駅

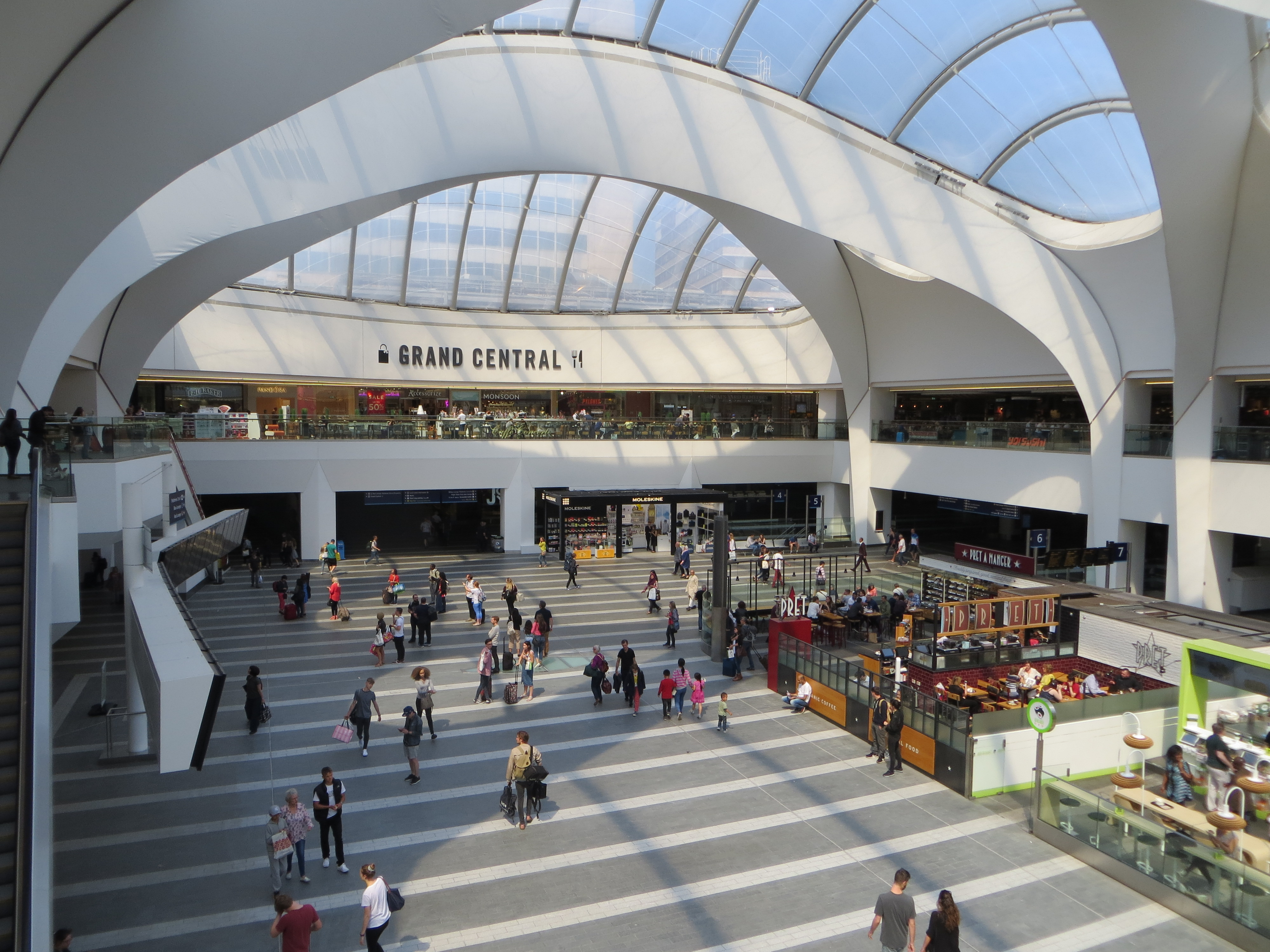
コンコース

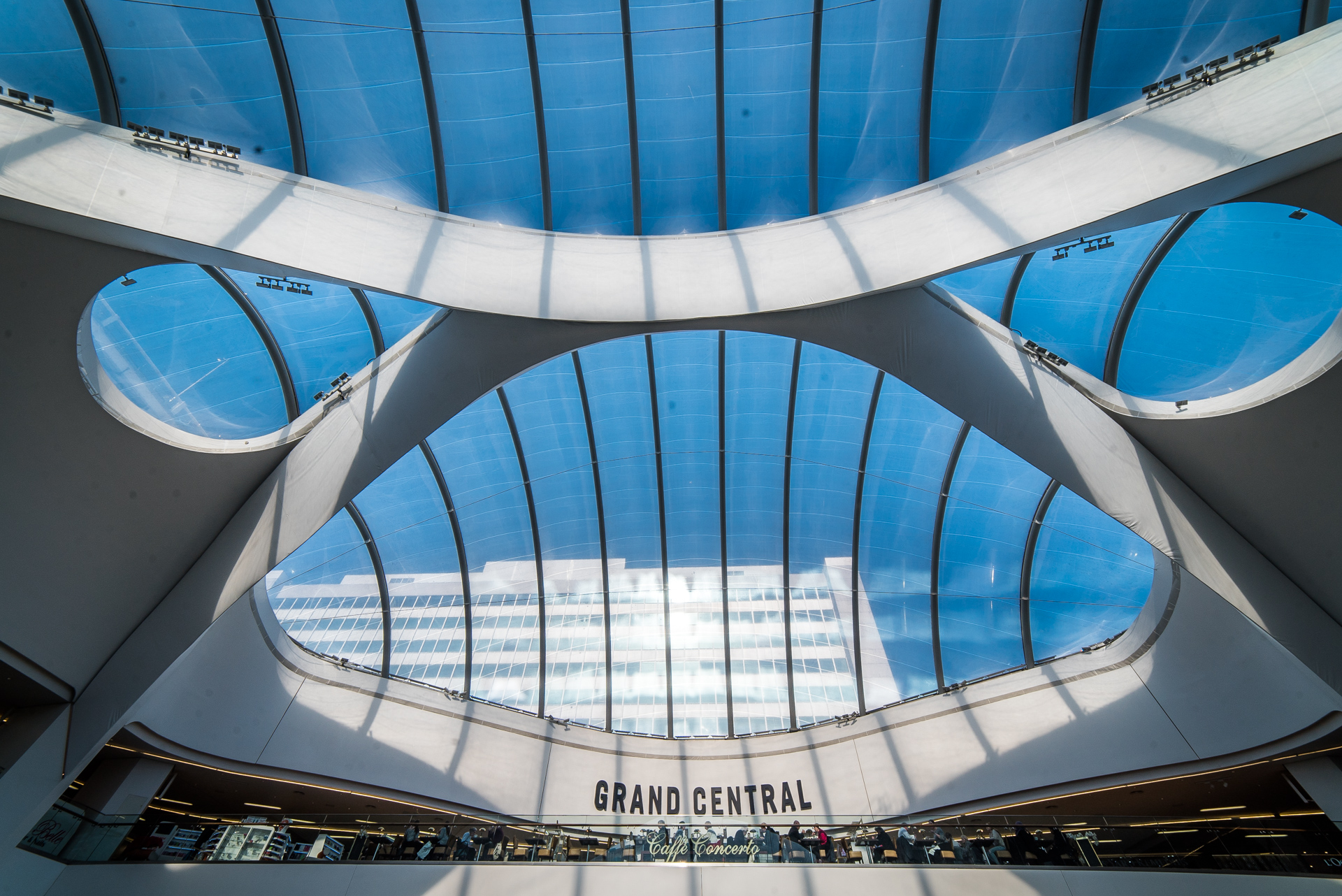
コンコースの天井

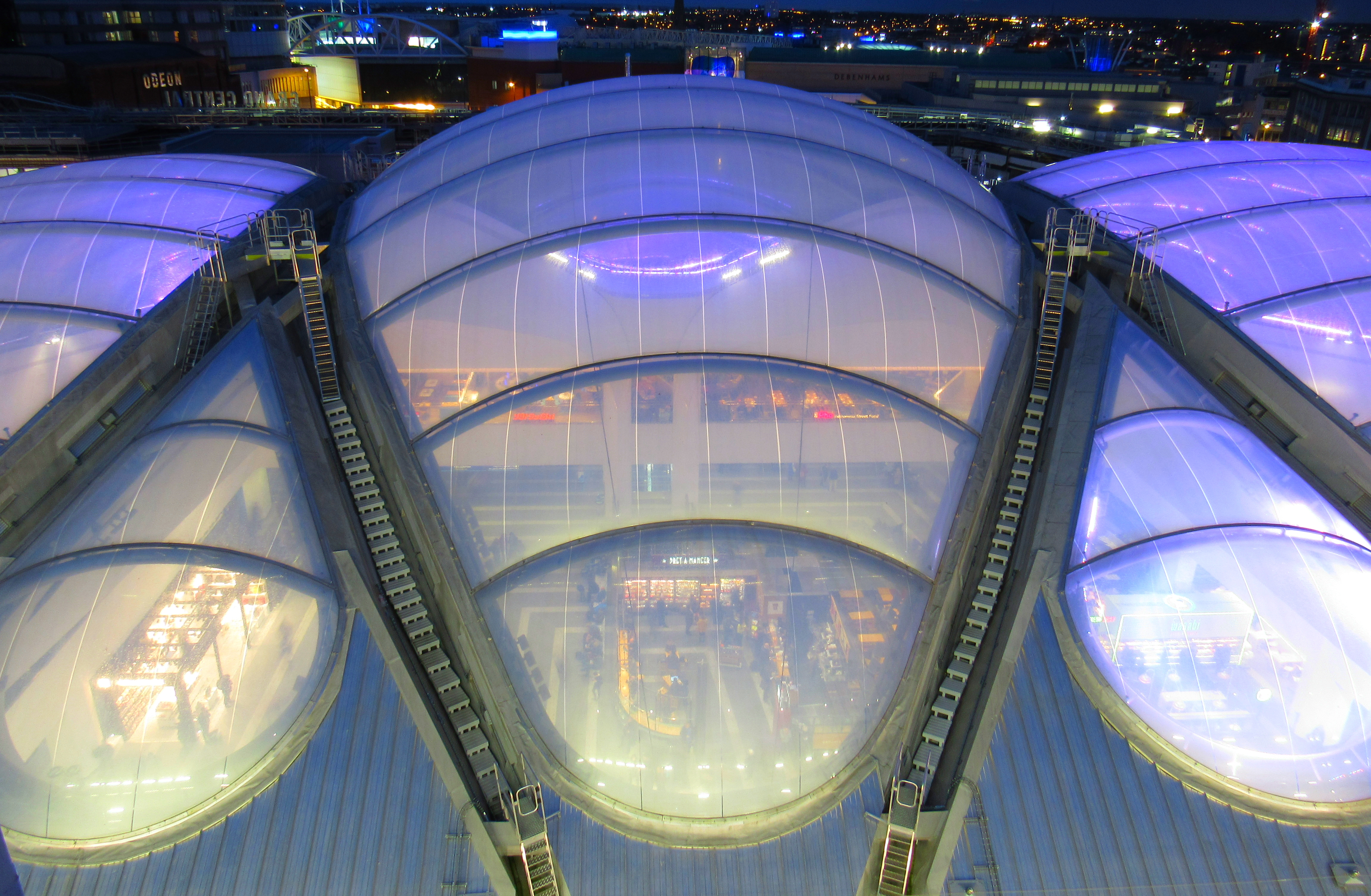
上から

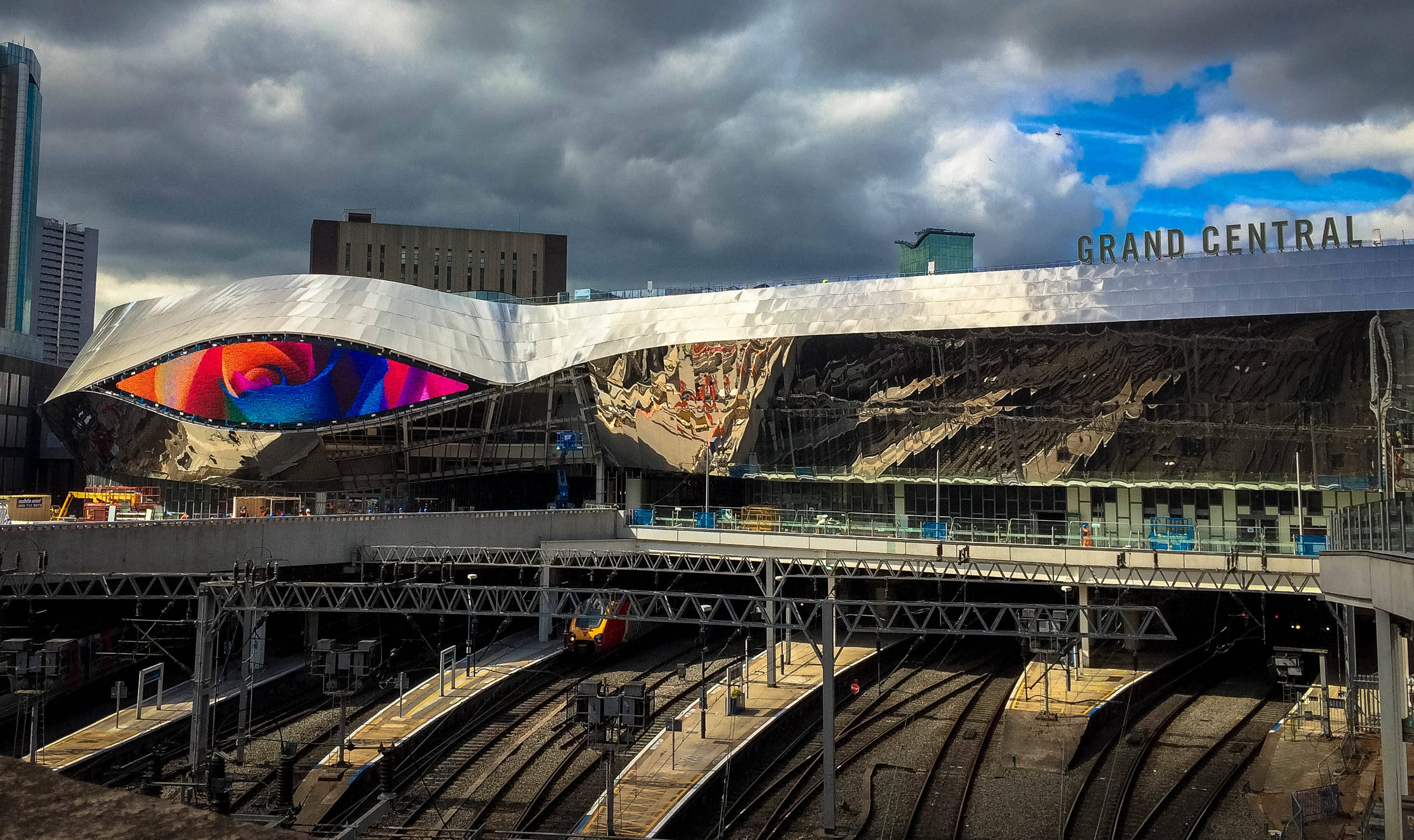
駅　外観

バーミンガム・ニューストリート駅（英語:Birmingham New Street station）は、イギリスのイングランド、バーミンガムの中心部にある主要な鉄道駅である。駅は半地下構造となっており、12線の通過式プラットフォームと1線の切欠きプラットフォームを備えている。バーミンガム中心部には他にスノーヒル駅とムーアストリート駅がある。
この駅はウェスト・コースト本線のバーミンガム・ループ上にあり、イギリスの鉄道の主要結節点である。乗降客数はロンドンの外では最大である。
現在は、ナショナル・レールのうちクロスカントリー、ウェスト・ミッドランズ・トレインズ、アヴァンティ・ウェスト・コースト、トランスポート・フォー・ウェールズの列車が発着し、ロンドン、リバプール、マンチェスター、グラスゴー、ブリストル、カーディフなど、グレートブリテン島の主要各都市へ列車が多く運行されている。管理・運営は、ネットワーク・レールが行っている。

## 歴史
1854年、ロンドン・アンド・ノース・ウェスタン鉄道のターミナル駅として開業した。プラットフォームを覆うトレインシェッドは長さ256m、幅64mの大規模なもので、シングルアーチとしては当時世界最大であった。駅舎はイタリア風の建物でステイションホテルが入居していた。駅の設計には著名な鉄道技師ロバート・スチーブンソンが参加していた。
1885年、南側にトレインシェッドが増築され、ミッドランド鉄道が使用することになった。
1923年、ロンドン・アンド・ノース・ウェスタン鉄道とミッドランド鉄道が統合し、1948年には国有化された。
1960年代には駅の老朽化が顕著となったため、建て替え工事が実施された。工事は1967年に完成した。
2010年から2015年にかけて、再び建て替え工事が実施された。

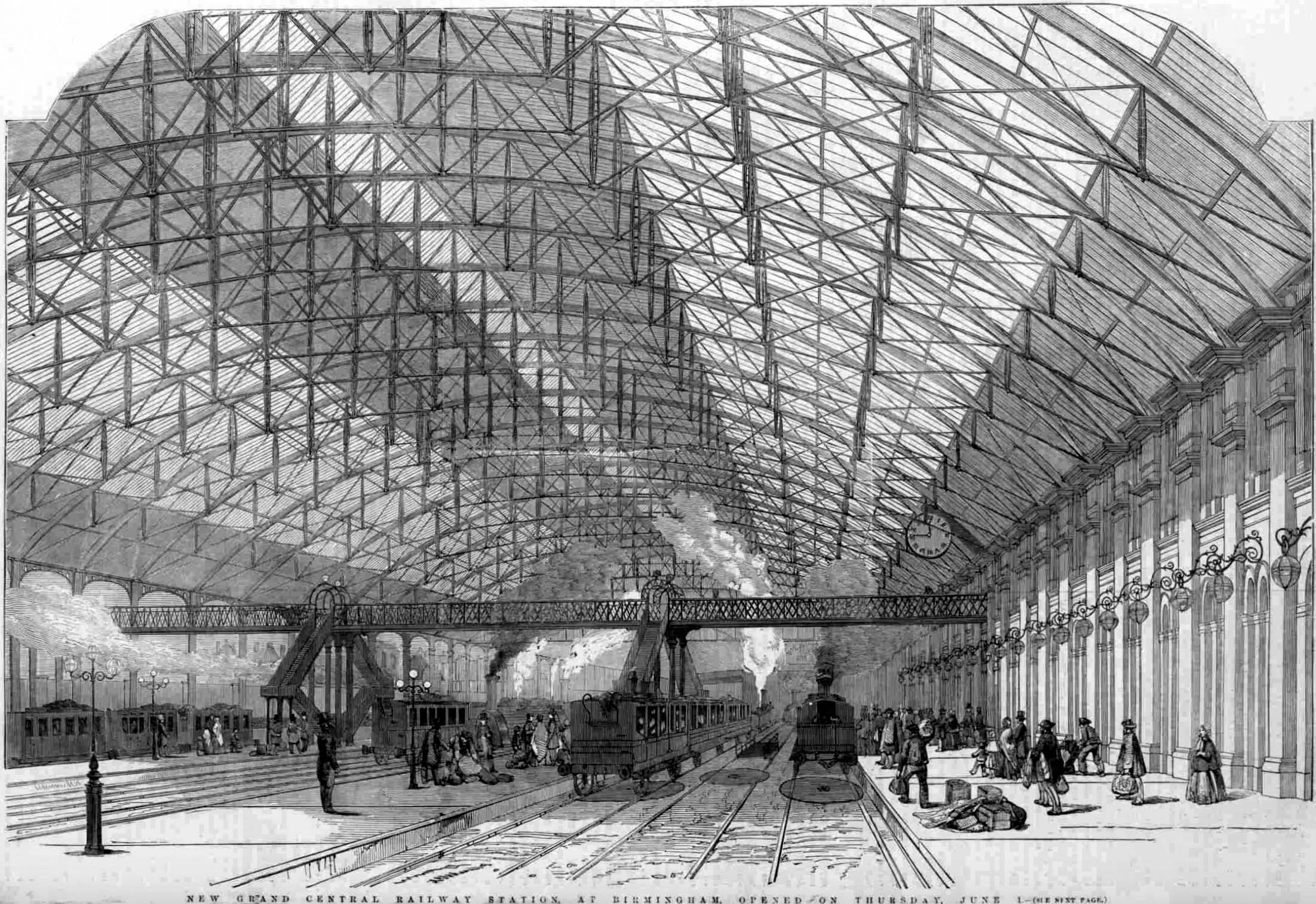
トレインシェッド　1854年
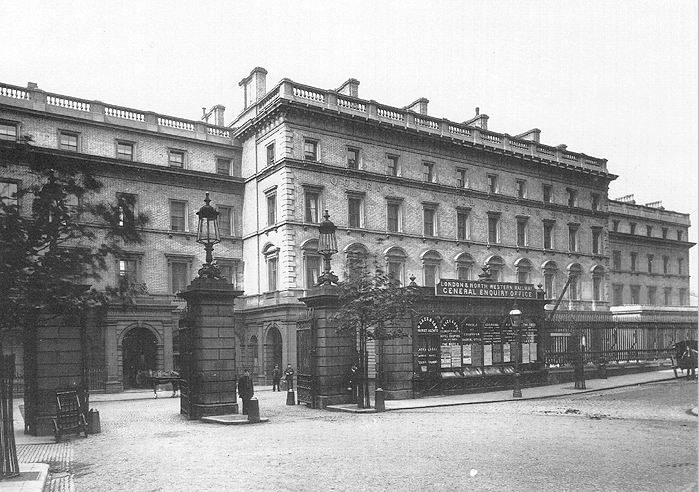
駅舎　1885年
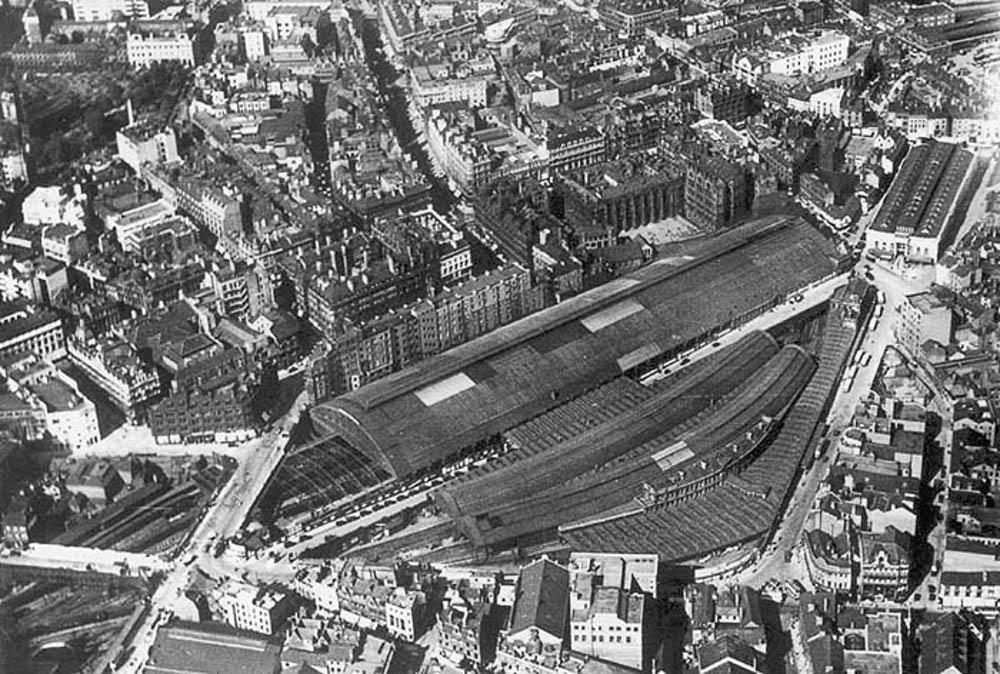
上空から　1920年頃
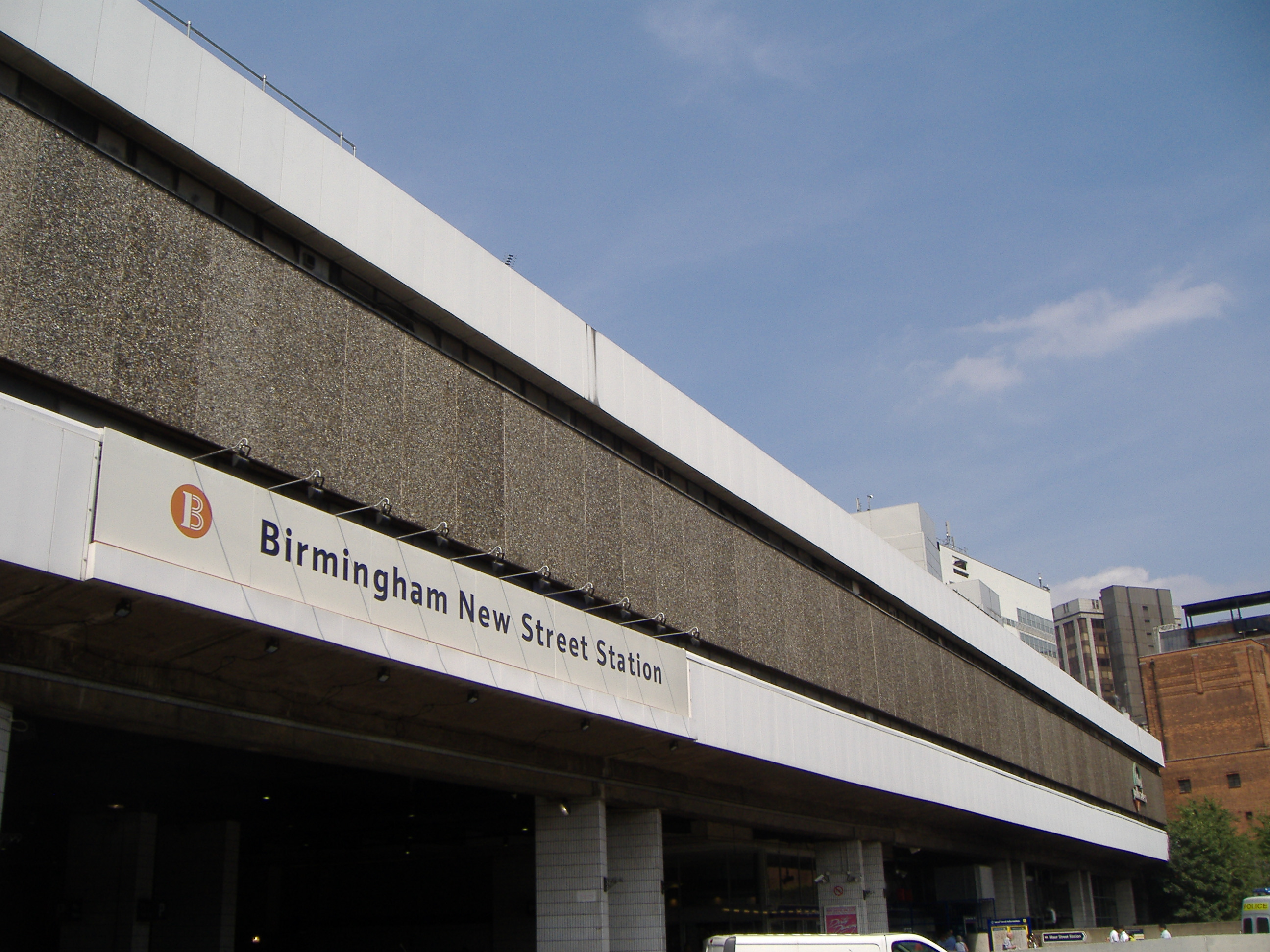
1960年代の改築後の駅舎

## 発着列車
以下の本数は1時間当たりの列車発着本数を表す。
アヴァンティ・ウェスト・コースト
- 3本 ユーストン駅行き（390形）
- 1本 グラスゴー・セントラル駅またはエディンバラ・ウェイバリー駅行き（390形・221形）

クロスカントリー
- 1本 ピーターバラ、レスター経由スタンステッド空港行き　(170形使用)。
- 1本 カーディフ中央駅行き
- 1本 ダービー経由ノッティンガム行き (170形使用)。
- 1本 リーズ経由エディンバラ・ウェイバリー駅行き
- 1本 プリマス行き
- 2本 マンチェスター・ピカデリー駅行き
- 1本 ボーンマス行き (220形、221形使用)。
- 1本 ブリストル・テンプル・ミーズ駅行き (220形、221形使用)。
- 1本 ドンカスター経由ニューカッスル行き
- 1本 レディング行き (220形、221形使用)。

グラスゴー、アバディーン、ギルフォード、ペンザンス方面の一部のサービスは続ける。
ウェスト・ミッドランズ・トレインズ
- 3本 ブロムスグローブ行き
- 3本 レディッチ行き
- 6本 フォー・オーク行き (延長時:リッチフィールド行き)
- 2本 ウルヴァーハンプトン行き
- 2本 コヴェントリー/ノーザンプトン行き
- 1本 ヘレフォード行き
- 1本 シュルーズベリー行き
- 2本 ウォルソール行き
- 2本 ルージリー行き
- 1本 クルー行き
- 3本 ノーサンプトン経由ユーストン行き
- 1本 バーミンガム国際行き
- 2本 クルー経由リヴァプール・ライム・ストリート駅行き

トランスポート・フォー・ウェールズ
- 1本 バーミンガム国際行き
- 1本 シュルーズベリー経由アベリストウィス/プスヘリまたはホーリーヘッド行き　(158形使用)。

## 乗降客数
2018年度　上位5駅
- 1ウォータールー駅　9419万人
- 2ロンドン・ヴィクトリア駅　7471万人
- 3リバプール・ストリート駅　6948万人
- 4ロンドン・ブリッジ駅　6130万人
- 5ニューストリート駅　4792万人

## 隣の駅
ナショナル・レール
■トランスポート・フォー・ウェールズ
カンブリア線
バーミンガム国際駅 -バーミンガム・ニュー・ストリート駅 - ウルヴァーハンプトン駅
■クロスカントリー
バーミンガム＝ピーターバラ線
バーミンガム・ニュー・ストリート駅 - ウォーター・オートン駅またはコールズヒル・パークウェイ駅
バーミンガム・ニュー・ストリート駅 - コールズヒル・パークウェイ駅
クロス・カントリー・ルート
バーミンガム国際駅 - バーミンガム・ニュー・ストリート駅 - ウルヴァーハンプトン駅
チェルトナム・スパ駅 - バーミンガム・ニュー・ストリート駅 - タムワース駅
ブリストル-マンチェスター
チェルトナム・スパ駅 - バーミンガム・ニュー・ストリート駅 - ウルヴァーハンプトン駅
レディング-ニューカッスル
レミントン・スパ駅 - バーミンガム・ニュー・ストリート駅 - ダービー・ミッドランド駅
カーディフ-ノッティンガム
ユニバーシティー駅 - バーミンガム・ニュー・ストリート駅 - ウォーター・オートン駅
■ウェスト・ミッドランズ・トレインズ
バーミンガム-ヘレフォード
バーミンガム・ニュー・ストリート駅 - ファイヴ・ウェイズ駅
クロス＝シティ線
ファイヴ・ウェイズ駅 - バーミンガム・ニュー・ストリート駅 - ダデストン駅
チェイス線
バーミンガム・ニュー・ストリート駅 - テーム・ブリッジ・パークウェイ駅
ラグビー＝バーミンガム＝スタッフォード線
Adderley Park station - バーミンガム・ニュー・ストリート駅 - スメスウィック・ロルフ・ストリート駅
■アヴァンティ・ウェスト・コースト
ウェスト・コースト本線
バーミンガム国際駅 - バーミンガム・ニュー・ストリート駅
バーミンガム国際駅 - バーミンガム・ニュー・ストリート駅 - サンドウェル・アンド・ダドレー駅